# Зудин, Геннадий Егорович
Геннадий Егорович Зудин — капитан, сотрудник группы «А» («Альфа») 7-го Управления Комитета государственной безопасности при Совете Министров СССР, активный участник штурма дворца Амина, погиб при исполнении служебных обязанностей.

## Биография
Геннадий Егорович Зудин родился 26 июня 1937 года в городе Москве. Окончил среднюю школу № 509 в родном городе (ныне — средняя школа № 2129), после чего трудился шофёром на автобазе № 33 треста «Мосавтожелдор». Проходил срочную службу в Вооружённых Силах СССР, демобилизован в звании младшего сержанта. В мае 1965 года поступил на службу в органы Комитета государственной безопасности при Совете Министров СССР. В 1968 году принимал участие в операции «Дунай» по вводу войск стран организации Варшавского договора в Чехословакию. В 1974 году окончил Высшую школу КГБ СССР имени Ф. Э. Дзержинского.
В сентябре 1974 года Зудин был отобран в группу «А» 7-го Управления КГБ СССР, став таким образом одним из первых её сотрудников. Прошёл специальную подготовку. Исполнял обязанности оперативного водителя, освоив способы вождения автомобилей и боевой техники всех типов. Избирался секретарём партбюро группы «А». Являлся одним из самых старших по возрасту сотрудников, пользовался большим авторитетом среди личного состава. Не раз участвовал в проведении специальных операций.

## Штурм дворца Амина
Капитан Зудин не должен был лететь в Афганистан для участия в специальной операции под кодовым наименованием «Шторм-333», но вызвался добровольцем. Вместе с группой товарищей он был направлен в Кабул. При планировании штурма дворца Тадж-Бек Зудин был включён в состав подгруппы Сергея Голова. На него были возложены обязанности по выдаче снаряжения и оружия личному составу. В ходе боевых действий Зудин должен был вместе со своей группой непосредственно осуществлять штурм дворца Хафизуллы Амина.
27 декабря 1979 года, подобравшись вплотную ко дворцу на боевой машине пехоты, группа Голова вышла из неё и сразу залегла, открыв огонь по обороняющимся гвардейцам Амина. Зудин залёг у железобетонного постамента и стрелял по окнам, одновременно помогал впервые оказавшимся в боевых условиях товарищам. В разгар боя рядом с ним разорвалась ручная граната. Получивший несовместимые с жизнью ранения, Зудин скончался на месте. По другим данным Зудин погиб во время боя, когда попал под гусеницы и был раздавлен маневрировавшим БМП.    Похоронен на Востряковском кладбище в Москве. Посмертно капитан Геннадий Егорович Зудин был удостоен ордена Красного Знамени.

## Память
- На здании средней школы № 2129 имени Героя Советского Союза П. И. Романова в городе Москве (бывшей школе № 509, в которой учился Зудин) в 2016 году была установлена мемориальная доска (улица Петра Романова, дом 16)[4].
- В музее школы № 2129 создана экспозиция, посвящённая Зудину, проводятся памятные мероприятия[5].
- В память о Зудине и погибшем во время той же операции Дмитрии Васильевиче Волкове проводится Турнир по стрельбе среди сотрудников Управления «А» ЦСН ФСБ России. Дата их гибели — 27 декабря — отмечается как день памяти всех погибших сотрудников этого спецподразделения.
- Ежегодно памятные мероприятия с участием родственников Зудина, сотрудников и ветеранов группы «Альфа» проводятся на его могиле на Востряковском кладбище Москвы[6].